# 河濱自行車道
河濱自行車道，是沿著河岸或河堤修築的自行車道，部分地區會設置相關自行車租借系統供民眾騎乘時使用。

## 臺灣
現今已規劃建置完成的自行車道路網擴及臺北市，新北市，桃園市（需經鶯歌再騎大鶯自行車道往桃園大溪），基隆市（五堵段自行車高架興建中預計108五月完工），延著河濱各區域已完成規劃的自行車道分列如下 ：

### 新店溪、大漢溪與淡水河自行車道
由新店溪自行車道、 大漢溪自行車道、淡水河自行車道串聯而成，由大稻埕碼頭沿著延平河濱公園所興建的自行車道。華江橋之後進入新店溪沿岸，橫跨新店溪後即為大漢溪沿岸的自行車道。走大漢溪右岸，可到新店或土城，三峽；走左岸，前端銜接二重環狀自行車道，經過重新橋往南直達鶯歌（新北），大溪（桃園），龍潭（桃園）。
- 長度：
  - 新店溪右岸：8.5公里
  - 新店溪左岸+大漢溪右岸：30公里
  - 大漢溪左岸：16公里（不含桃園市的大鶯綠野景觀自行車道）

### 景美溪左右岸親子生活自行車道
由捷運萬隆站的溪州疏散門至捷運動物園站，景美溪左岸長3.8公里、右岸長8.1公里。

### 關渡、金色水岸、八里左岸自行車道
由關渡口自行車道、金色水岸自行車道、八里左岸自行車道串聯而成，往北可銜接北縣金色水岸自行車道至淡海新市鎮，或經關渡大橋銜接八里左岸自行車道。
- 長度：共11.9公里，其中貴子坑溪自行車道約5公里。

### 雙溪生活水岸自行車道
沿著外雙溪修築的自行車道。

## 外部連結
- 臺北市政府交通局 自行車網頁 （页面存档备份，存于）
- 新北市河濱自行車道導覽圖 （页面存档备份，存于）
- 關渡_金色水岸_八里左岸自行車道  臺北旅遊網 （页面存档备份，存于）